# Phaedranassa glauciflora
Phaedranassa glauciflora là một loài thực vật thuộc họ Amaryllidaceae. Đây là loài đặc hữu của Ecuador. Môi trường sống tự nhiên của chúng là vùng cây bụi khô khu vực nhiệt đới hoặc cận nhiệt đới. Chúng hiện đang bị đe dọa vì mất môi trường sống.